# Prvenstvo Avstralije 1932
Prvenstvo Avstralije 1932 v tenisu.

## Moški posamično
Jack Crawford :  Harry Hopman, 4–6, 6–3, 3–6, 6–3, 6–1

## Ženske posamično
Coral McInnes Buttsworth :  Kathrine Le Mesurier, 9–7, 6–4

## Moške dvojice
Jack Crawford /  Edgar Moon :  Harry Hopman /  Gerald Patterson, 12–10, 6–3, 4–6, 6–4

## Ženske dvojice
Coral McInnes Buttsworth /  Marjorie Cox Crawford :  Kathleen Le Messurier /  Dorothy Weston, 6–2, 6–2

## Mešane dvojice
Marjorie Cox Crawford /  Jack Crawford :  Meryl O'Hara Wood /  Džiro Sato, 6–8, 8–6, 6–3